# Aino Kallunki
Aino Kallunki (* im 20. Jahrhundert) ist eine ehemalige finnische Biathletin.
Aino Kallunki startete für Ounasvaaran Hiihtoseura und war zu Beginn der 1980er Jahre eine der Pionierinnen im Frauenbiathlon. Ihren größten Erfolg erzielte sie in der Saison 1982/83, als sie Dritte der Gesamtwertung des Weltcups, der damals noch unter der Bezeichnung Europacup ausgetragen wurde, hinter Gry Østvik und Siv Bråten wurde. Sie gewann ein Weltcuprennen im 5-km-Sprint in Falun 1984 vor Anette Bouvin und Sanna Grønlid, im 10-km-Einzel war sie bei derselben Veranstaltung Dritte hinter Østvik und Bråten.
Bei den Weltmeisterschaften 1984 wurde sie zuerst im Einzel 21. und drei Tage später im Sprint 25. Ihr bestes Weltmeisterschaftsergebnis war der zehnte Rang bei den Weltmeisterschaften 1987 im Einzel über 10 km. Obwohl sie damals als die stärkste Biathletin ihres Landes galt, waren Tuija Vuoksiala und Pirjo Mattila als Dritte und Vierte vor ihr platziert, im Sprint wurde Kallunki Siebzehnte. Zwischen 1983 und 1988 war Kallunki viermal finnische Meisterin, sie gewann je zwei Titel im Einzel und im Sprint.